# Détournement de l'embouchure de l'Adour
 (avril 2024).
Si vous disposez d'ouvrages ou d'articles de référence ou si vous connaissez des sites web de qualité traitant du thème abordé ici, merci de compléter l'article en donnant les références utiles à sa vérifiabilité et en les liant à la section « Notes et références ».

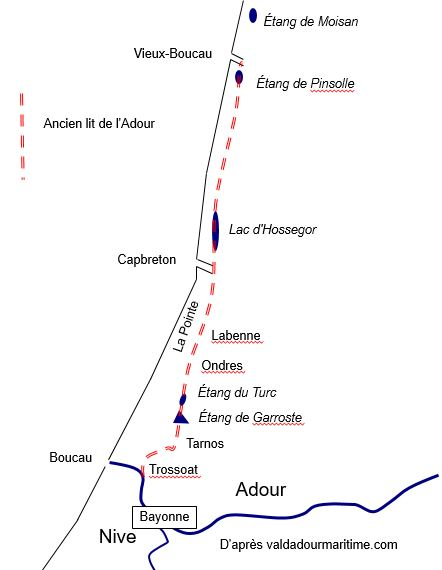
Tracé de l'ancien lit de l'Adour

Le détournement de l'embouchure de l'Adour est une opération de travaux publics réalisée en 1578 consistant à détourner l'embouchure de l'Adour de Capbreton vers Bayonne et surtout d'en fixer l'embouchure instable.

## Le contexte: une embouchure vagabonde
L'Adour est un fleuve au débit très irrégulier. En moyenne, il est de 300 m3/s. Mais en période de crue, il peut atteindre 1 500 m3/s et en période d'étiage, il peut se réduire à 60, voire 30 m3/s.
Dans son étude des côtes de France à l'époque gallo-romaine (IIe siècle de notre ère), E. Dérancourt (1935) signale, à partir des cartes de Ptolémée, qu'à cette époque l'embouchure de l'Adour se situe à 1 800 m à l'intérieur des terres actuelles, à 1 500 m environ au sud de Capbreton.
Selon les hypothèses de Ch. Duffart (1897), vers l'an 1000, l'Adour se jette dans le golfe de Gascogne par plusieurs bras : le principal au niveau de Capbreton, les autres plus au Nord en partant de Dax via Magescq, la dépression de Soustons et le havre de Vieux-Boucau. On peut parler alors d'un véritable delta de l'Adour dans le pays de Maremne. Les divers étangs subsistant aujourd'hui en sont des témoins avec des traces d'alluvions arrachées incontestablement aux roches pyrénéennes.
Au XIVe siècle (1310 ? ou 1330 ?), la conjonction d'une fonte des neiges importante, de précipitations majeures et d'une terrible tempête devant Capbreton accumule sur la côte des masses de sable au point de former une barre face au fleuve bloquant brusquement la sortie en cet endroit. L'Adour se précipite alors vers le nord sur une largeur de 400 m, arrachant tout sur son passage, traversant Ondres et le pays de Labenne en amont, engloutissant les étangs voisins, absorbant le lac d'Hossegor, ravageant le territoire de Soustons pour trouver enfin au Plecq (maintenant Vieux-Boucau : boucau = « bouche » en gascon) un débouché sur l'océan.
Le calme revenu, le nouveau cours de l'Adour se stabilise : le fleuve coule vers l'ouest jusqu'à Bayonne, puis il fait un coude à angle droit et remonte de 28 km vers le nord et vers cette nouvelle embouchure de Vieux-Boucau. Un nouveau port est créé : c'est Port d'Albret. Un bras secondaire demeure qui rejoint l'océan à Capbreton, mais il est impraticable pour des navires un peu importants.
Les Bayonnais, qui furent sauvés de cette façon d'une inondation catastrophique, se retrouvent alors à une trentaine de kilomètres de l'embouchure de leur fleuve. Le port périclite avec la concurrence des ports de Port d'Albret et Capbreton, très actifs et proches de la mer, même si Bayonne prélève des taxes sur les marchandises en transit sur le fleuve.
À Capbreton, le lieu-dit la Pointe ne correspond pas à un quelconque cap dans l'océan, mais à la pointe formée par la confluence du Bouret avec l'Adour juste avant l'embouchure. C'est là, sur cette dernière confluence avant l'océan, à l'abri du mascaret et de la houle, que se trouvait le port antique. La Pointe formée par l'océan à l'ouest et le lit de l'Adour à l'est, n'a jamais fait partie de Capbreton, mais de Bayonne dont la juridiction s'étendait jusqu'à l'embouchure. Il y avait donc deux pointes. Une pointe bayonnaise côté océan où l'on trouvait quelques cabanes, et une pointe Capbretonnaise où se trouvait le port de la Pointe et la chapelle templière. Le Bouret est l'exutoire qui sépare Capbreton d'Hossegor.

## Le détournement
Après de longues années d'intrigues, les Bayonnais obtiennent le retour de leur estuaire.
Le roi Charles IX ordonne en 1562 de donner au fleuve une embouchure à Bayonne. On commence à creuser un chenal direct depuis la ville vers la mer. Devant la difficulté de ces travaux, le 8 février 1571, Charles IX désigne l'ingénieur Louis de Foix pour les diriger.
Louis de Foix dresse un devis très complet des travaux à réaliser et obtient de Paris une provision de 30 000 livres tournois. On termine bientôt le creusement du chenal vers l'Atlantique à travers les dunes de sable. On construit un barrage et un nouveau havre à Trossoat, à trois kilomètres de Bayonne, à l'endroit où le fleuve tournait alors à angle droit vers le nord.
Ces travaux se poursuivent sous le règne d'Henri III selon un plan prévoyant que « […] la fermeture de la rivière aura une largeur de cent cinquante toises [290 m]. Il faudra faire une bonne charpenterie propre à supporter le fardeau de ladite rivière. Elle comprendra trois rangées d'arbres équarris, ferrés par le bout, qui seront enfoncés d'une toise en terre, ou davantage si le sol le permet. Soixante-quinze piliers par rangée, terminés par une queue d'aronde, pour y entrer le mâle aisément […] ».  Est aussi prévu le creusement vers l'océan d'un canal de 900 toises de long (1 800 mètres) et de 12 mètres de large. 
Ce barrage est remplacé rapidement par une solide muraille de pierre, pièce maîtresse du nouveau port de Bayonne. Des difficultés de tout genre surgissent, Capbretonnais et Boucalais font de leur côté l'impossible pour contrarier les travaux. Les Bayonnais s'inquiètent aussi du coût croissant du projet et des réquisitions de main d'œuvre.
C'est une violente tempête qui va tout régler : la Nive déferle en une crue subite, menace d'engloutir toute la ville de Bayonne, mais par un formidable effet de chasse d'eau pousse l'Adour qui ouvre le nouveau passage vers l'océan. C'est le 25 octobre 1578 que Louis de Foix réussit le « détournement » de l'Adour. 
L'ancien lit s'ensable peu à peu malgré les efforts de Capbreton pour le maintenir. Il disparait complètement entre 1700 et 1800. Le lac d'Hossegor en est un vestige.
Le Boudigau est un petit fleuve côtier de 26 km se jetant à Capbreton et occupant une partie de l'ancien lit de l'Adour.

## La barre de l'Adour
L'embouchure de l'Adour à Capbreton était sûre pour la navigation en raison de la présence du gouf de Capbreton : un canyon sous-marin profond situé à quelques centaines de mètres au large provoquant la réduction de la houle et des vagues dans cette zone.
Mais le nouvel estuaire à Bayonne s'avère instable. Il dérive d'abord vers le sud et Anglet, pour former près de la chambre d'Amour plusieurs passes sinueuses. Très vite il y a formation d'un banc de sable, véritable haut fond en plein travers de l'estuaire lui-même : la " barre de l'Adour ".

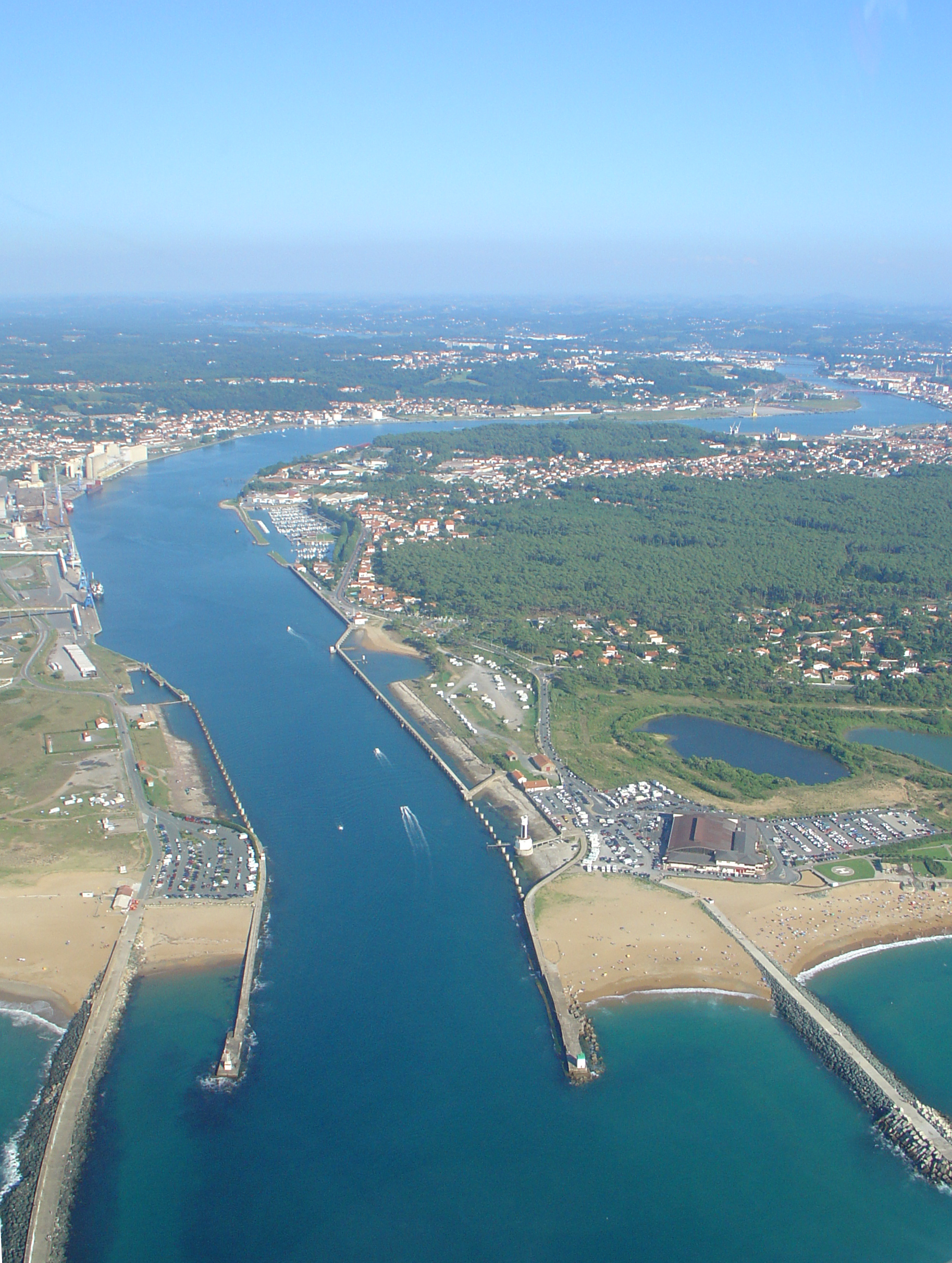
Vue aérienne de l'embouchure de l'Adour au lieu dit "La Barre". La patinoire municipale d'Anglet peut être vue au coin droit à l'angle des plages. La ville de Bayonne est au fond. Le fleuve présente un coude assez marqué. Il filait à gauche de l'image (vers le nord et Capbreton) avant sa modification.

De siècle en siècle pendant 400 ans, il faut procéder à des endiguements de plus en plus rallongés, toujours pour chercher à resserrer le fleuve entre les deux rives en repoussant l'envahissement latéral des sables, le but étant de concentrer l'effet de chasse d'eau produit par le jusant.
Il faut draguer fréquemment la passe. On estime que 5 millions de mètres cubes d'eau de mer entrent par chaque marée de six heures, auxquels s'ajoutent au jusant les 17 millions de mètres cubes venus de l'amont. En moyenne, le débit est de 1 000 m3/s, trois fois celui de la Seine à Rouen. Sable et alluvions sont là en mouvement perpétuel.